# Абиттан, Ари
Ари Абиттан (фр. Ary Abittan; род. 31 января 1974, XV округ Парижа) — французский актёр, юморист, известен своей ролью в комедийном фильме «Безумная свадьба».

## Биография
Ари Абиттан родился 31 января 1974 года в Париже. Он происходит из семьи евреев-сефардов. Отец — из Марокко, мать — из Туниса.
Свою юность провел недалеко от французских городков Гарж-ле-Гонесс и Сарсель.
В 19 лет устроился на работу водителем такси, как и его отец. Эта работа позволила ему оплачивать курсы театрального мастерства.
в 1993 году начал изучать актёрское мастерство, впоследствии написал свои первые этюды и в 1994 году исполнил их на сцене.

## Карьера
С 1998 года начал выступать в парижском театре «Тревизо», играя второстепенные роли.
В 2007 году он получил главную роль в спектакле «Счастливая Ханука», режиссёром которой был Жан-Люк Моро.
В этом же году актёр получил роль Александра в сериале «Наши пенсионные годы», который транслировался на канале France 2. После этого карьера Абиттана пошла в гору: в 2008 году он получил роль в фильме «Ты можешь хранить тайну?», а несколько позже сыграл в картинах «Так близко», «Коко», «Облава на палача», «Все то, что сверкает» и «Фаталь».
В 2010 году присоединился к команде аниматоров вместе с телеведущим Артуром в программе Ce soir avec Arthur на телеканале Comédie +. Программа была перенесена на телеканал TF1 в 2013 году.
В 2013 году сыграл в «Да здравствует Франция!» Михаэля Юная, в «Гостинице романтических свиданий» Шарля Немеса и в «La Grande Boucle» Лорана Туэля.
В 2014 году сыграл одну из главных ролей в комедии «Безумная свадьба».
В 2016 году сыграл главную роль (полицейского) в комедии «С вещами на вылет» (Débarquement immédiat !).
В 2017 году вернулся на сцену с биографическим шоу «Моя история». Он выступал в La Cigale с 28 февраля 2017 по 4 марта 2017 года, затем был на гастролях во Франции. В том же году он сыграл роль цыгана в фильме «Безумные соседи».